# Torsång

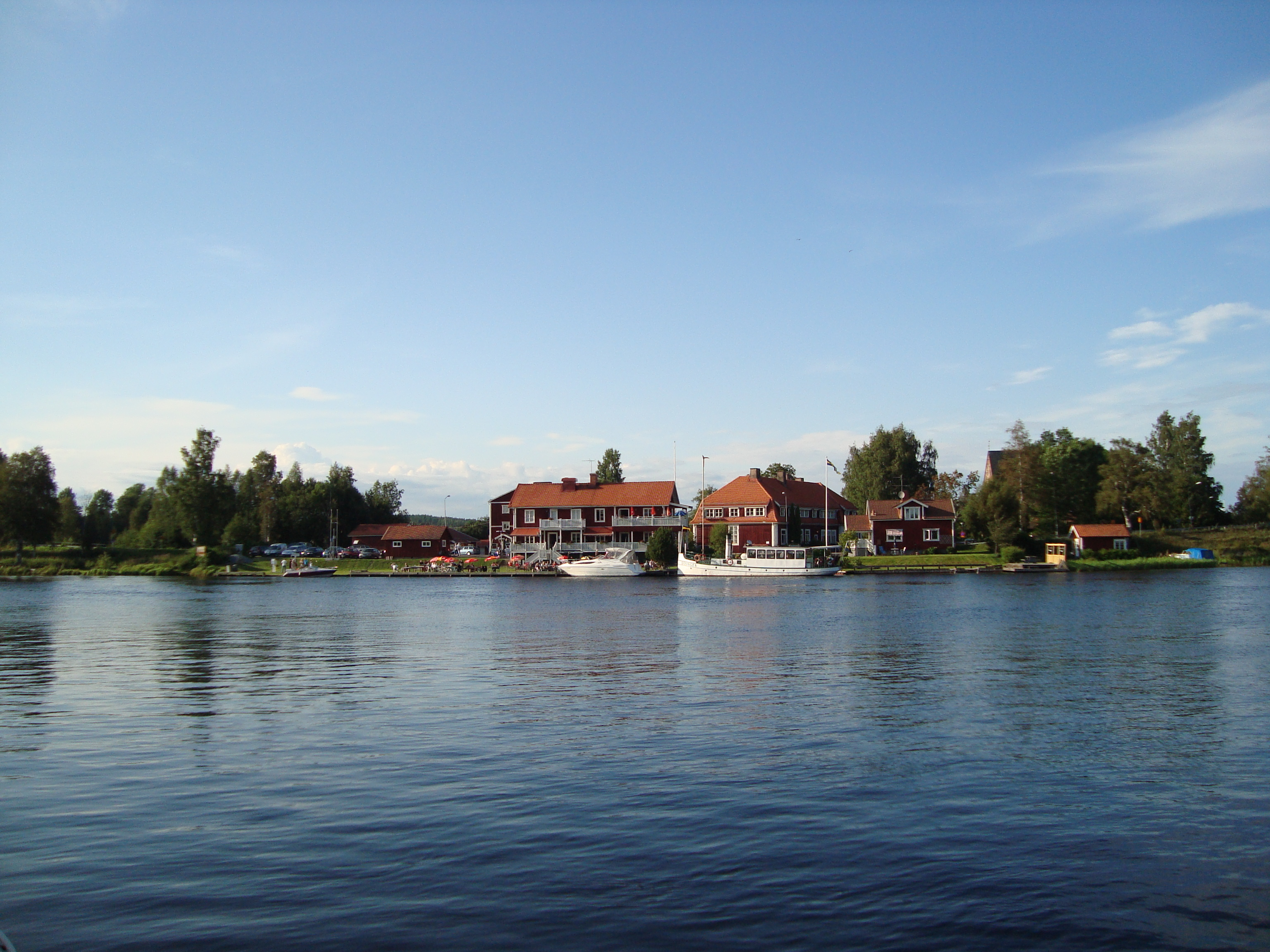
Torsång: kaféet och ångbåtsbryggan. Kyrkan bakom dungen till höger.

Torsång är en tätort  i Borlänge kommun i Dalarna och kyrkbyn i Torsångs socken. Orten är belägen i den östra delen av kommunen och cirka 10 kilometer från Borlänge centrum.

## Historia
Torsång har varit boplats sedan den äldre stenåldern. Människorna som bosatte sig här livnärde sig på jakt och fiske. Fynd av stenyxor, vars typer spänner över en period på mer än 1 000 år, tyder på att Torsång blev en boplats under den här tiden. 
Gustav Vasa passerade Torsång på sin flykt undan de danska knektarna från Rankhyttan till Ornässtugan år 1520. En minnessten har rests vid Torsångs hembygdsgård för att minnas denna viktiga händelse för det moderna Sveriges födelse.

### Tätorten
1960 avgränsade SCB här en tätort med namnet Tylla, vilket härrör från området väster och söder om Dalälven. Tätorten hade 201 invånare och låg inom Stora Tuna landskommun. Tätorten upplöstes 1965, men återuppstod 1980 under namnet Torsång. Åtminstone sedan 1990 omfattar tätorten ett område på båda sidor om både Dalälven och Lillälven.

### Befolkningsutveckling
| Befolkningsutvecklingen i Torsång 1980–2020      | Befolkningsutvecklingen i Torsång 1980–2020 | Befolkningsutvecklingen i Torsång 1980–2020 | Befolkningsutvecklingen i Torsång 1980–2020 | Befolkningsutvecklingen i Torsång 1980–2020 |
| ------------------------------------------------ | ------------------------------------------- | ------------------------------------------- | ------------------------------------------- | ------------------------------------------- |
|                                                  |                                             |                                             |                                             |                                             |
| År                                               |                                             |                                             | Folkmängd                                   | Areal (ha)                                  |
| 1960                                             | 1960                                        |                                             | 201                                         |                                             |
| 1980                                             | 1980                                        |                                             | 649                                         |                                             |
| 1990                                             | 1990                                        |                                             | 711                                         | 103                                         |
| 1995                                             | 1995                                        |                                             | 711                                         | 109                                         |
| 2000                                             | 2000                                        |                                             | 685                                         | 109                                         |
| 2005                                             | 2005                                        |                                             | 685                                         | 109                                         |
| 2010                                             | 2010                                        |                                             | 666                                         | 108                                         |
| 2015                                             | 2015                                        |                                             | 712                                         | 120                                         |
| 2020                                             | 2020                                        |                                             | 833                                         | 127                                         |
| Anm.: Ny tätort 1980. 1960 avser tätorten Tylla. |                                             |                                             |                                             |                                             |

## Samhället
Inom Torsång finns bland annat skola år 1-3 och förskola/ förskoleklass, bibliotekets utlåningsstation, idrottsplats, motionsspår, utomhusbad vid Uvbergsviken, kanotstadion, motormuseum, hembygdsgård samt Torsångs kyrka med församlingsgård.
I Torsång finns även omkring 500 bostäder, de allra flesta småhus. Småhusområdet norr om kyrkan omfattar 140 småhus och uppfördes omkring 1980. 2004 upprättades ett 20-tal lägenheter med bostadsrätt i själva Torsång. Övrig bebyggelse utgörs i huvudsak av äldre bebyggelse kompletterad med nyare småhus. 
1,5 kilometer norr om kyrkan, vid Uvbergsviken pågår utbyggnad av ett bostadsområde med ett 50-tal småhus.[när?]

## Kommunikationer

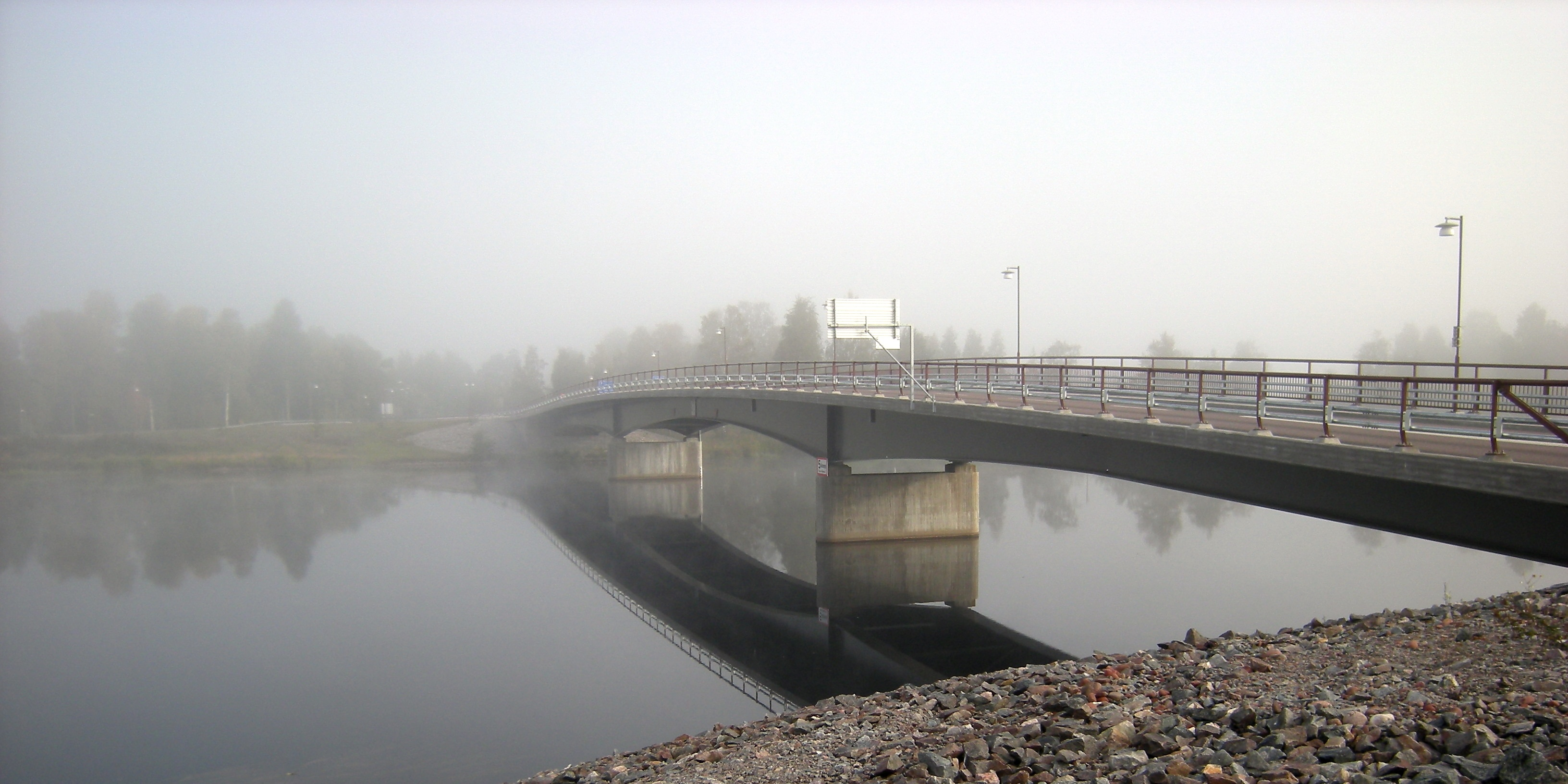
Den nya bron över Dalälven

Med sitt läge invid Ösjön (en del av Runn), Dalälven och Lillälven (som förbinder Runn med Dalälven) har det sedan urminnes tider funnits behov av att ta sig över de båda älvarna. 
Över Dalälven strax söder om Torsångs kyrka och omedelbart öster om Torsångs kafé har sedan mycket länge funnits först färja och sedan flottbro. Liksom alla flottbroar har denna byggts om i omgångar. 1971 ersattes den sista flottbron av en provisorisk fast bro ett hundratal meter väster om flottbron. Denna hade nedsatt bärighet (klarade max 25 tons totalvikt) och tillät endast trafik i en riktning åt gången och var därför reglerad med trafiksignaler. 2006 färdigställdes en ny bro med högsta bärighetsklass BK1 och med ett körfält i vardera riktningen samt en gång- och cykelbana.
Den tidigare bron över Lillälven hade begränsad bärighet (BK2) varför de tyngsta lastbilarna inte kunde passera. Bron har därför 2018 ersatts av en ny bro.
Väg 807 mellan Torsång och Ornäs följer till stora delar gränsen mellan Stora Tuna och Torsångs socknar och anses ha sin sträckning sedan medeltiden.
Dalatrafik ansvarar för busstrafiken mellan Borlänge och Torsång.

## Näringsliv
Inom området finns cirka 200 arbetsplatser inom både privat och offentlig sektor, bland annat Torsångs skola, Torsångs förskola, Torsångs kyrka, Torsångs café, Torsångs Handelsträdgård, Torsångs Slipstation samt Torsångs mark & entreprenad.